# Eugène Ruffy

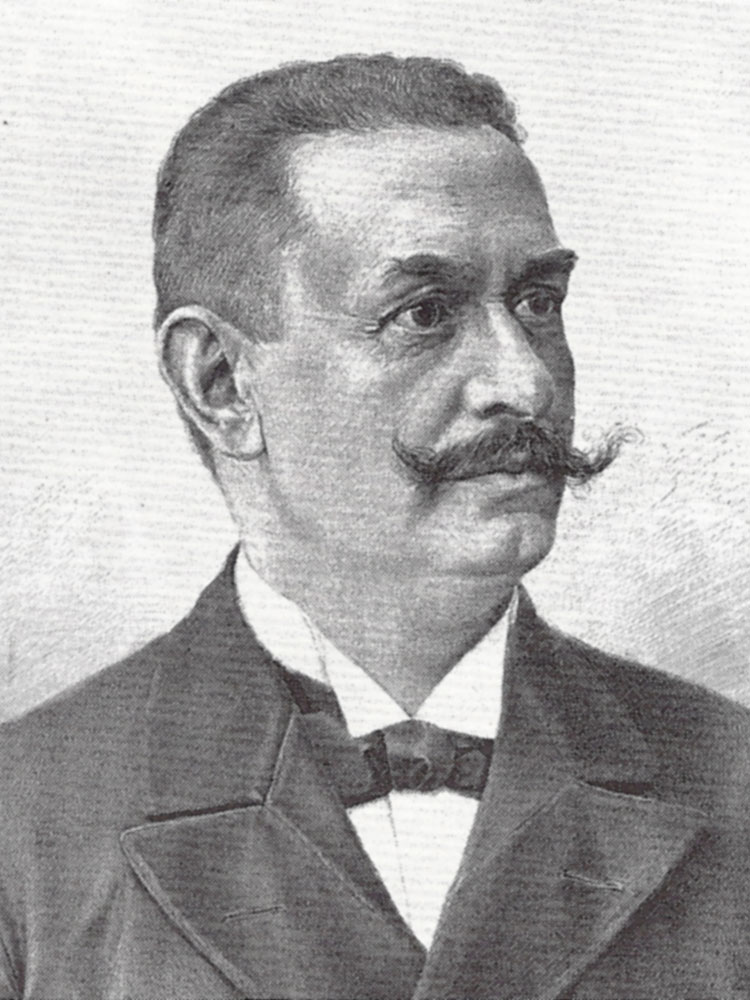
Eugène Ruffy (1894)

Eugène Ruffy (* 2. August 1854 in Lutry; † 25. Oktober 1919 in Bern; heimatberechtigt in Lutry und Riex) war ein Schweizer Politiker (FDP) und Rechtsanwalt. Von 1882 bis 1885 gehörte er dem Parlament des Kantons Waadt an, danach dem Staatsrat, wobei er massgeblich zur Gründung der Universität Lausanne beitrug. Ebenfalls 1882 wurde er in den Nationalrat gewählt. Ende 1893 folgte die Wahl in den Bundesrat, dem er sechs Jahre lang angehörte. Anschliessend war er bis zu seinem Tod Direktor des Weltpostvereins. Sein Vater Victor Ruffy war 1868/69 ebenfalls Bundesrat, sein Enkel Victor Ruffy Nationalrat.

## Biografie

### Studium, Beruf und Familie
Zum Zeitpunkt der Geburt war Ruffys Vater ein Mitglied des Staatsrates des Kantons Waadt. Er wurde 1868 zum Bundesrat gewählt, starb aber nach kurzer Zeit im Amt. Dessen Sohn Eugène war damals 15 Jahre alt war und lebte mit der übrigen Familie in Bern. Nach Abschluss des Gymnasiums begann er in Lausanne an der Akademie Rechtswissenschaft zu studieren. Weitere Stationen während seiner Studienzeit waren die Universitäten in Leipzig, Heidelberg und Paris. Die Mitgliedschaft in der damals linksliberalen Studentenverbindung Helvetia prägte seine politischen Überzeugungen. 1877 schloss er mit dem Lizenziat ab und begann als Praktikant in der Kanzlei von Louis Ruchonnet zu arbeiten. Drei Jahre später erhielt er das Rechtsanwaltspatent. 1886 heiratete er die Französin Alice Mégroz, die Tochter eines Seidenhändlers aus Lyon; mit ihr hatte er fünf Söhne und vier Töchter.

### Kantons- und Bundespolitik
Ruffy begann seine politische Karriere im Alter von 28 Jahren auf Seiten der Radikalen. Nachdem sein Pate Ruchonnet in den Bundesrat gewählt worden war, trat er am 22. Januar 1882 zur Nachwahl um den frei gewordenen Sitz im Wahlkreis Waadt-Ost an und setzte sich gegen den gemässigten Liberalen Louis Rambert durch. Einige Wochen nach dem Einzug in den Nationalrat war er auch bei der Wahl des Grossen Rates, des Parlaments des Kantons Waadt, erfolgreich. Auf kantonaler Ebene entwickelte sich Ruffy zu einer der führenden Persönlichkeiten der Radikalen. In den Debatten um eine Revision der Kantonsverfassung setzte er sich leidenschaftlich für die Einführung der Verfassungsinitiative ein. Dabei geriet er mit dem Theologen Charles Secrétan in einen derart heftigen Streit, dass dieser ihn zum Duell aufforderte (ohne jedoch diese Drohung in die Tat umzusetzen).
1885 folgte die Wahl Ruffys in den Waadtländer Staatsrat. Er übernahm daraufhin das Erziehungs- und Kultusdepartement und amtierte 1887 als Regierungspräsident. Wichtigstes Ereignis seiner Amtszeit war im Jahr 1890 die Gründung der Universität Lausanne, die aus der alten Akademie hervorging. Mit der Berufung des Ökonomen Vilfredo Pareto konnte er die neue Universität sogleich als bedeutende Bildungsstätte etablieren. Ruffy schuf ein neues Mittelschulgesetz, setzte die kostenlose Abgabe von Schulmaterial durch und führte eine progressive Steuer auf beweglichem Kapitalvermögen ein.
Bundesrat Ruchonnet starb im September 1893 unerwartet. Im Stillen hatte er zuvor Ruffy als seinen Nachfolger aufgebaut, sodass die Waadtländer Radikalen ihn denn auch als Kandidaten nominierten. Diese Art von Nepotismus stiess in der Deutschschweiz auf wenig Begeisterung. Nur die Berner Freisinnigen protestierten, verzichteten aber auf eine eigene Kandidatur. Die Presse spottete über den «alten Praktikanten des Büros Ruchonnet» und mutmasste, dass die Berner nach einem absehbaren Rücktritt von Karl Schenk auf die Stimmen der Waadtländer angewiesen sein würden, um ihren eigenen Kandidaten durchzubringen. Am 14. Dezember 1893 wählten nur die Waadtländer Radikalen und die Katholisch-Konservativen den offiziellen Kandidaten einigermassen geschlossen, während die radikal-demokratische Fraktion (die spätere FDP) tief gespalten war. Ruffy erhielt im ersten Wahlgang 87 von 148 gültigen Stimmen (30 Wahlzettel waren leer oder ungültig). Auf Robert Comtesse entfielen 17 Stimmen, auf Paul Cérésole 10 Stimmen und auf weitere Personen 34 Stimmen. Bis zur Wahl von Eveline Widmer-Schlumpf im Jahr 2007 war Ruffy somit der einzige Nachkomme eines Bundesrates, der ebenfalls dieses Amt ausübte.

### Bundesrat
Bei seinem Amtsantritt am 1. Januar 1894 wirkten die Misstöne rund um seine Wahl nach, sodass Ruffy nie über die Rolle eines Platzhalters und Lückenbüssers hinauswachsen konnte. Von seinem Vorgänger Ruchonnet übernahm er zunächst den Vorsitz des Justiz- und Polizeidepartements. Um dem Berner Eduard Müller Platz zu machen, musste er 1895 ins Departement des Innern wechseln, das er bis 1897 leitete. 1898 war er Bundespräsident und stand in dieser Funktion turnusgemäss dem Politischen Departement vor. 1899 übernahm er die Leitung des Militärdepartements. Durch die ständigen Wechsel gelang es ihm kaum, nachhaltige Akzente zu setzen.

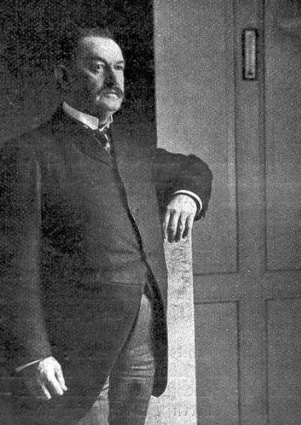
Eugène Ruffy (1900)

Als Justizminister bereitete Ruffy die Vereinheitlichung des Strafrechts vor; ebenso trat er für eine Verfassungsänderung ein, welche die Gründung einer Staatsbank ermöglichte und als Grundlage für die Einführung des Banknotenmonopols diente. Als Innenminister setzte er sich für die Einführung einer obligatorischen Kranken- und Unfallversicherung auf Bundesebene ein, widersetzte sich jedoch Forderungen nach der Einführung eines Proporzwahlsystems. Während seines Präsidialjahres leitete er unter anderem die Festlichkeiten zur Einweihung des Landesmuseums Zürich. Trotz früheren Bedenken unterstützte er seinen Kollegen Josef Zemp in der Frage der Eisenbahnverstaatlichung. In seine Amtszeit als Bundespräsident fiel am 10. September 1898 die Ermordung der österreichischen Kaiserin Elisabeth in Genf.

### Weltpostverein
Da er kaum längere Zeit in einem Departement verbleiben konnte, fühlte sich Ruffy zunehmend frustriert. Er reichte am 31. Oktober 1899 formell seinen Rücktritt aus der Landesregierung per Ende Jahr ein. Am selben Tag liess er sich von seinen Amtskollegen zum neuen Direktor des internationalen Büros des Weltpostvereins wählen. Finanzielle Überlegungen dürften ebenfalls eine Rolle gespielt haben: So berichtete die Neue Zürcher Zeitung, dass der Weltpostdirektor jährlich 18'000 Franken verdiene, ein Bundesrat hingegen nur 12'000. Ruffy trat sein neues Amt am 1. Januar 1900 an und hatte es bis zu seinem Tod inne. In den Jahren 1900 und 1909 war er jeweils Vizepräsident des Weltpostkongresses. Zum 25-jährigen Bestehen der Universität Lausanne erhielt er 1915 die Ehrendoktorwürde.

## Werke (Auswahl)
- L'extradition et les traités conclus par la Suisse. Lausanne 1877.
- Quelques vestiges d'une année de présidence de la Confédération [suisse] : [Discours]. Lausanne 1899.
- L'union postale universelle. Sa fondation, son développement, son Bureau international. Payot, Lausanne 1908. Separatdruck aus: La Suisse économique. Conférences données au 1er Cours international d'Expansion commerciale à Lausanne, du 12 août au 7 septembre 1907. Payot, Lausanne 1908, Tome premier, S. [169]–184.